# Departament kaliski (Księstwo Warszawskie)

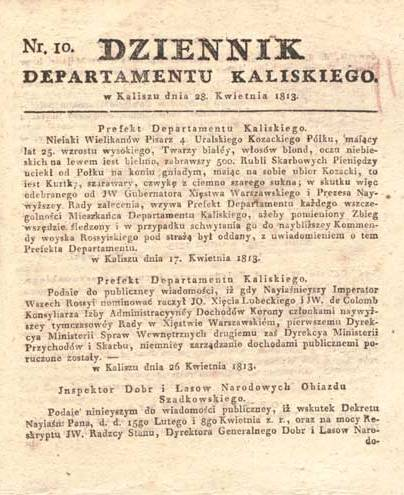
„Dziennik Departamentu Kaliskiego”, 1813

Departament kaliski, departament Księstwa Warszawskiego istniejący w latach 1807–1815 ze stolicą w Kaliszu, w 1816 przekształcony w województwo kaliskie Królestwa Polskiego. 
W latach 1807–1813 prefektem departamentu kaliskiego był Antoni Garczyński. Dowódcami wojskowymi departamentu byli generałowie Kazimierz Turno (do 1812) i Józef Benedykt Łączyński (1813), brat Marii Walewskiej, metresy cesarza Napoleona. W latach 1808–1816 w Kaliszu wydawano „Dziennik Departamentu Kaliskiego”, departamentalny dziennik urzędowy.
Departament kaliski dzielił się w latach 1807–1810 na 13 powiatów, w latach 1810–1815 na 11 powiatów:
- powiat częstochowski
- powiat kaliski
- powiat koniński
- powiat lelowski (z siedzibą w Żarkach, od 1810 w departamencie krakowskim)
- powiat odolanowski
- powiat ostrzeszowski
- powiat pilicki (wówczas pilecki, od 1810 w departamencie krakowskim)
- powiat piotrkowski
- powiat radomszczański (wówczas radomski)
- powiat sieradzki
- powiat szadkowski
- powiat warciański (wówczas warcki)
- powiat wieluński